# Lupé
Lupé est une commune française située dans le département de la Loire en région Auvergne-Rhône-Alpes.

## Géographie
|        | Bessey | Malleval |
| Maclas | Lupé   |          |
| Maclas | Maclas | Maclas   |

### Climat
Pour des articles plus généraux, voir Climat d'Auvergne-Rhône-Alpes et Climat de la Loire.
En 2010, le climat de la commune est de type climat océanique altéré, selon une étude du Centre national de la recherche scientifique s'appuyant sur une série de données couvrant la période 1971-2000. En 2020, Météo-France publie une typologie des climats de la France métropolitaine dans laquelle la commune est exposée à un climat de montagne ou de marges de montagne et est dans une zone de transition entre les régions climatiques « Nord-est du Massif Central » et « Sud-est du Massif Central ».
Pour la période 1971-2000, la température annuelle moyenne est de 11,6 °C, avec une amplitude thermique annuelle de 17,6 °C. Le cumul annuel moyen de précipitations est de 795 mm, avec 8,3 jours de précipitations en janvier et 6,1 jours en juillet. Pour la période 1991-2020, la température moyenne annuelle observée sur la station météorologique de Météo-France la plus proche, « Sablons », sur la commune de Sablons à 8 km à vol d'oiseau, est de 13,3 °C et le cumul annuel moyen de précipitations est de 805,2 mm,. Pour l'avenir, les paramètres climatiques de la commune estimés pour 2050 selon différents scénarios d'émission de gaz à effet de serre sont consultables sur un site dédié publié par Météo-France en novembre 2022.

## Urbanisme

### Typologie
Au 1er janvier 2024, Lupé est catégorisée commune rurale à habitat dispersé, selon la nouvelle grille communale de densité à sept niveaux définie par l'Insee en 2022.
Elle appartient à l'unité urbaine de Pélussin, une agglomération intra-départementale regroupant six  communes, dont elle est une commune de la banlieue,,. La commune est en outre hors attraction des villes,.

### Occupation des sols
L'occupation des sols de la commune, telle qu'elle ressort de la base de données européenne d’occupation biophysique des sols Corine Land Cover (CLC), est marquée par l'importance des territoires agricoles (55,6 % en 2018), en diminution par rapport à 1990 (81,1 %). La répartition détaillée en 2018 est la suivante : 
cultures permanentes (55,6 %), zones urbanisées (25,6 %), forêts (18,9 %). L'évolution de l’occupation des sols de la commune et de ses infrastructures peut être observée sur les différentes représentations cartographiques du territoire : la carte de Cassini (XVIIIe siècle), la carte d'état-major (1820-1866) et les cartes ou photos aériennes de l'IGN pour la période actuelle (1950 à aujourd'hui).

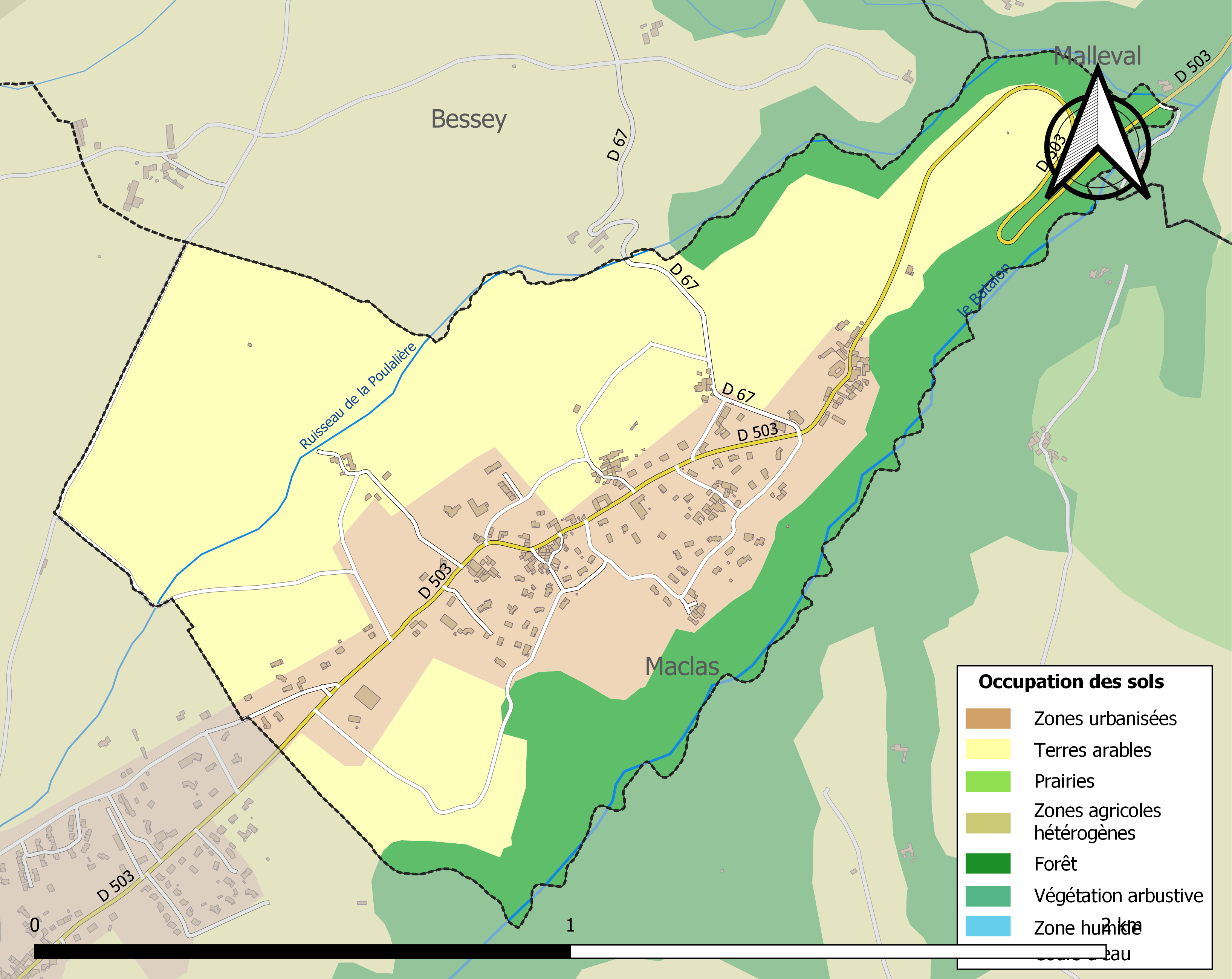
Carte des infrastructures et de l'occupation des sols de la commune en 2018 (CLC).

## Histoire
Le site fut d’abord occupé par une villa gallo-romaine (latin : villam lupoicam).
Lupé apparaît dans l’histoire à travers quelques dates. À l’époque mérovingienne, en 665, un des premiers seigneurs de Lupé, Valdebert, assiste son parent, saint Ennemond, archevêque de Lyon, dans ses derniers moments.
On retrouve mention  en 1066 d’un seigneur de Lupé, Guigo Falasterius, dans le cartulaire du monastère de Saint-Sauveur-en-Rue. Cette noble famille Falasterius (nom francisé en Falatier) fait construire le castrum à la fin du XIIe siècle et le conserve pendant plus de cinq cents ans en le transmettant  toujours par les femmes.
La dernière descendante des Falatier, Louise, épouse un seigneur voisin, Gastonnet de Gaste qui, chambellan de Charles Ier de Bourbon, comte de Forez, en obtient les droits de moyenne et haute justice pour sa seigneurie de Lupé. Leur fils fut chambellan du roi Louis XI et leur petit-fils, chambellan du roi Charles VIII.
Le personnage le plus marquant de cette famille fut Marguerite de Gaste de Lupé, d’une rare beauté, qui inspira Honoré d'Urfé pour son roman L'Astrée. Son frère Anne d'Urfé, poète, très amoureux de la dame lui dédia de nombreux vers. Mais c'est Jean d'Apchon, baron de Montrond, qu’elle épousa en 1570. Restée veuve, elle se remarie en 1580 avec Aymard de Grolée-Mouillon, baron de Bressieu en Dauphiné.
De leur union va naître Catherine qui transmet en 1598 la terre de Lupé à son mari Rostaing de la Baume, comte de Suze. Commence alors pour Lupé une période de fastes et de splendeur. Les différentes alliances par mariage ont fait des descendants des Falatier, des personnages riches et titrés. Ils vivent entre leurs cinq châteaux : Lupé en Forez ; Rochefort en Forez ; Bressieu en Dauphiné ; Montrond en Forez ; et Suze la Rousse, en Provence. Cette période de prospérité dure pendant tout le XVIIe siècle.
La famille de Mayol de Lupé eut à son tour la seigneurie.

## Politique et administration
| Période                                  | Période   | Identité      | Étiquette | Qualité |
| ---------------------------------------- | --------- | ------------- | --------- | ------- |
| Les données manquantes sont à compléter. |           |               |           |         |
| mars 1989                                | mars 2001 | Henri Faure   |           |         |
| mars 2001                                | 2015      | Eddie Blanc   |           |         |
| 2015                                     | En cours  | Farid Cheriet |           |         |

## Démographie
L'évolution du nombre d'habitants est connue à travers les recensements de la population effectués dans la commune depuis 1793. Pour les communes de moins de 10 000 habitants, une enquête de recensement portant sur toute la population est réalisée tous les cinq ans, les populations de référence des années intermédiaires étant quant à elles estimées par interpolation ou extrapolation. Pour la commune, le premier recensement exhaustif entrant dans le cadre du nouveau dispositif a été réalisé en 2004.

En 2022, la commune comptait 307 habitants, en évolution de −1,92 % par rapport à 2016 (Loire : +1,32 %, France hors Mayotte : +2,11 %).
| 1793 | 1800 | 1806 | 1821 | 1831 | 1836 | 1841 | 1846 | 1851 |
| ---- | ---- | ---- | ---- | ---- | ---- | ---- | ---- | ---- |
| 287  | 237  | 313  | 321  | 317  | 370  | 313  | 333  | 329  |

| 1856 | 1861 | 1866 | 1872 | 1876 | 1881 | 1886 | 1891 | 1896 |
| ---- | ---- | ---- | ---- | ---- | ---- | ---- | ---- | ---- |
| 344  | 313  | 314  | 326  | 313  | 304  | 322  | 336  | 313  |

| 1901 | 1906 | 1911 | 1921 | 1926 | 1931 | 1936 | 1946 | 1954 |
| ---- | ---- | ---- | ---- | ---- | ---- | ---- | ---- | ---- |
| 298  | 283  | 266  | 210  | 199  | 194  | 191  | 168  | 168  |

| 1962 | 1968 | 1975 | 1982 | 1990 | 1999 | 2004 | 2006 | 2009 |
| ---- | ---- | ---- | ---- | ---- | ---- | ---- | ---- | ---- |
| 171  | 161  | 184  | 168  | 208  | 251  | 294  | 302  | 312  |

| 2014 | 2019 | 2022 | - | - | - | - | - | - |
| ---- | ---- | ---- | - | - | - | - | - | - |
| 316  | 296  | 307  | - | - | - | - | - | - |

## Culture et patrimoine

### Lieux et monuments
- Château de Lupé
- L'église sainte-Blandine de Lupé

### Personnalités liées à la commune
- Jean de Mayol de Lupé (1873-1955) (comte), prêtre catholique et collaborateur français, y est inhumé.

### Blasonnement
|  | Les armoiries de Lupé se blasonnent ainsi : : au 1er d'or au loup ravissant de sable, allumé et lampassé de gueules, au 2e de gueules à trois fasces cousues d'azur et au loup ravissant brochant de l'un en l'autre. Ce blason s'inspire de celui de la famille Gaste de Lupé :Mi-parti d'or et de gueules, à trois fasces d'azur sur les gueules. d'après Anne d'Urfé (rapporté par Malte-Brun dans La France illustrée, tome III, 1882). Le loup est le symbole de la commune (étymologie latine de Lupé). |